# Sh2-83
Sh2-83 è una piccola nebulosa a emissione visibile nella costellazione della Volpetta.
Si individua nella parte meridionale della costellazione, in una regione della Via Lattea che appare fortemente oscurata da polveri interstellari; benché appaia molto debole e di dimensioni piuttosto piccole, la sua posizione è facilmente individuabile grazie alla presenza del brillante asterismo dell'Attaccapanni, da cui appare separata di circa mezzo grado in direzione NNW. Il periodo migliore per la sua osservazione nel cielo serale ricade da giugno a novembre.
Si tratta di una regione H II di dimensioni apparenti molto piccole, ma le cui dimensioni reali sono ignote, essendo sconosciuta la sua distanza. Pare comunque essere sede di alcuni fenomeni di formazione stellare, dal momento che ospita una sorgente di radiazione infrarossa individuata dall'IRAS (IRAS 19223+2041) e quattro sorgenti di onde radio. La nube è infatti catalogata col numero 851 nel catalogo delle regioni di formazione stellare della Via Lattea compilato da Avedisova.